# Регіональний офіс водних ресурсів у Миколаївській області
Регіональний офіс водних ресурсів у Миколаївській області (РОВР у Миколаївській області) — є бюджетною неприбутковою організацією, яка належить до сфери управління центрального органу виконавчої влади у галузі розвитку водного господарства і меліорації земель, управління, використання та відтворення поверхневих водних ресурсів  Державного агентства водних ресурсів України. Будівля РОВР розташована в Миколаєві по вулиці Марка Кропивницького, 14

## Основні завдання
- реалізація державної політики у сфері управління, використання, збереження та відтворення водних ресурсів, розвитку водного господарства, експлуатації водних об'єктів, гідротехнічних споруд;
- вирішення разом з органами виконавчої влади та іншими організаціями, установами, підприємствами питання забезпечення населення і галузей економіки водними ресурсами;
- спрямування та координація діяльності дільниць, що належать до сфери управління Державного агентства водних ресурсів України, з питань управління, використання та відтворення поверхневих водних ресурсів  у межах Миколаївської області.

## Історія
- 1954 – 1964 на базі відділу водного господарства створене Облсільгоспуправління обласне управління водного господарства.
- 1964 – 1977 Обласне виробниче управління по зрошуваному землеробству і водному господарству.
- 1977 - 2011 Обласне виробниче управління меліорації і водного господарства.
- 2011 – 2015 Обласне управління водних ресурсів.
- 2015 – 2018 Південно-Бузьке басейнове управління водних ресурсів.
- з грудня 2018 - Регіональний офіс водних ресурсів у Миколаївській області.

## Структура
- Відділ водних відносин та басейнової взаємодії
- Відділ водокористування та моніторингу вод
- Відділ бухгалтерського обліку та економічної діяльності
- Відділ енергоефективності
- Відділ водного кадастру та техногенно-екологічної безпеки
- Відділ управління інфраструктури
- Служба правового забезпечення
- Служба управління персоналом
- Служба охорони праці
- Служба публічних закупівель
- Лабораторія моніторингу вод
- Лабораторія питного водопостачання
- Дільниця з ремонту та обслуговування об'єктів інфраструктури
- Дільниця з утримання транспорту, рухомих та нерухомих засобів
- Дільниця з обслуговування та ремонту насосно-силового обладнання
- Дільниця лінійного поста с. Рибаківка
- Снігурівська дільниця
- Ковалівська дільниця
- Кам`янська дільниця
- Новоодеська дільниця
- Новобузька дільниця

## Нормативно-правова база
- Водний кодекс України
- Водна рамкова директива
- Закон України Про затвердження Загальнодержавної цільової програми розвитку водного господарства та екологічного оздоровлення басейну річки Дніпро на період до 2021 року
- Закон України Про внесення змін до деяких законодавчих актів України щодо впровадження інтегрованих підходів в управлінні водними ресурсами за басейновим принципом
- Закон України Про аквакультуру
- Закон України Про Основні засади (стратегію) державної екологічної політики України на період до 2020 року
- Закон України Про запобігання корупції
- Постанова Кабінету Міністрів Укруїни від 8 травня 1996 р. № 486 Про затвердження Порядку визначення розмірів і меж водоохоронних зон та режиму ведення господарської діяльності в них
- Постанова Кабінету Міністрів України від 26 жовтня 2011 р. N 1101 Про затвердження переліку платних послуг, які надаються бюджетними установами, що належать до сфери управління Державного агентства водних ресурсів
- Постанова Кабінету Міністрів України від 17 вересня 1996 р. N 1147 Про затвердження переліку видів діяльності, що належать до природоохоронних заходів
- Постанова Кабінету Міністрів України від 13 травня 1996 р. N 502 Про затвердження Порядку користування землями водного фонду
- Постанова Кабінету Міністрів України від 11 вересня 1996 р. N 1100 Про затвердження Порядку розроблення нормативів гранично допустимого скидання забруднюючих речовин у водні об'єкти та перелік забруднюючих речовин, скидання …
- Постанова Кабінету Міністрів України від 22 липня 2015 р. № 571 Деякі питання управління державними інвестиціями
- Водна Рамкова Директива ЄС